# Daisuke Matsuzaka
Daisuke Matsuzaka (japansk: 松坂 大輔) (født 13. september 1980) er en professionel baseball-spiller fra Japan, som spiller pitcher for New York Mets. Han har tidligere spillet for Boston Red Sox og Seibu Lions.
Matsuzaka blev valgt som den mest værdifulde spiller i 2006 World Baseball Classic samt i 2009 World Baseball Classic og fik bronzemedalje ved de Olympiske Lege 2006.
Matsuzaka blev født i Aomori, Japan og voksede op i Tokyo, hvor han trænede kendo fra en alder af fem til ni år, hvorefter han startede på at spille baseball.